# The Life of Pablo
The Life of Pablo è il settimo album in studio del rapper statunitense Kanye West, pubblicato il 14 febbraio 2016.

## Antefatti
Durante novembre del 2013 West iniziò a lavorare a un sequel di Yeezus (Yeezus 2), poi abbandonato per iniziare un nuovo album dal titolo "So Help Me God" che sarebbe stato rilasciato nel 2014.  Successivamente il rapper pubblicò vari lavori non destinati ad essere nell'album come singoli a loro stanti, ovvero All Day, Only One e FourFiveSeconds.
Nel 2015 West annunciò di aver deciso di rinominare l'album in SWISH, dichiarando la possibilità che il titolo potesse cambiare ulteriormente. In gennaio del 2016 il rapper dichiarò che l'album sarebbe stato pubblicato l'11 febbraio dello stesso anno. Durante lo stesso mese pubblicò il singolo promozionale Real Friends e uno snippet del brano No More Parties in L.A., annunciando infine un ulteriore reintitolamento dell'album in Waves. Durante le settimane successive il rapper fu centro di varie polemiche su sue dichiarazioni fatte su Twitter, e la tracklist dell'album venne più volte modificata. Pochi giorni prima della pubblicazione dell'album West annunciò che l'acronimo del titolo definitivo dell'album sarebbe stato T.L.O.P..
L'11 febbraio West presentò l'album al Madison Square Garden come parte della sfilata del suo marchio d'abbigliamento. Il giorno successivo allo show posticipò l'album, annunciando su Twitter di aver deciso di aggiungere anche il brano Waves nell'album, non suonato durante lo spettacolo.

## Descrizione
Il titolo trae ispirazione da un verso della traccia No More Parties In L.A., che recita: «I feel like Pablo when I'm workin' on my shoes / I feel like Pablo when I see me on the news».
Il 13 febbraio 2016, tramite un tweet, comunica ai suoi fan che il Pablo cui fa riferimento è San Paolo apostolo, il più potente messaggero del primo secolo.
L'album contiene numerose meditazioni sulla fede, sulla famiglia, e sul proprio ruolo di West come figura culturale nel mondo occidentale. I testi costantemente virano tra la spavalderia e l'insicurezza confinando con la paranoia, distruggendo in sé il limite sacro contro il profano interrompendo i propri solchi dove scorrono interiezioni.

## Pubblicazione
L'album, inizialmente, venne pubblicato unicamente su Tidal, servizio a pagamento di musica pubblicata in streaming, e ciò evitò che entrasse nella Billboard 200, dato che Billboard non tiene traccia degli streaming di Tidal. Successivamente il rapper pubblicò l'album in streaming sul sito porno Pornhub. In seguito West annunciò che l'album non sarebbe stato disponibile in formato CD, e di non pubblicare mai più in futuro album in CD.
Tuttavia, nonostante le precedenti affermazioni, il rapper decise di ripubblicare l'album in streaming su Spotify, Apple Music e Google Play Music il 1º aprile 2016, rendendolo disponibile per il download digitale unicamente attraverso il suo sito ufficiale.
Grazie alla pubblicazione in altre piattaforme digitali, l'album debuttò in vetta alla Billboard Hot 200 durante la settimana del 12 aprile dello stesso anno con 94 000 copie, di cui però solo 28 000 furono copie effettivamente vendute, rendendolo a causa della controversa distribuzione di gran lunga il peggior debutto di un album del rapper.
Il rapper ha affermato che il suo ultimo lavoro è paragonabile ad un'opera di arte moderna, la quale respira e si modifica di continuo. Proprio per questo motivo l'album ha subito varie modifiche e ripubblicazioni, con l'aggiunta delle tracce Frank's Track e Saint Pablo.

## Accoglienza
| Recensione | Giudizio |
| ---------- | -------- |
| Metacritic | 75/100   |

The Life of Pablo è stato definito un album molto "sperimentale e disordinato". L'album è stato lodato dalla critica per la sua frammentazione e la sua incompletezza. Il disco non è propriamente un disco hip hop data la caratterizzazione che riceve da svariate influenze musicali da altri generi, essendo anche caratterizzato da l'uso di numerosissimi campionamenti e un multiforme uso dell'Auto-Tune.

## Pirateria
L'album, a causa del suo iniziale mancato supporto fisico in CD o Vinile, e della pubblicazione unicamente su Tidal, ha ricevuto un alto tasso di pirateria, infatti, dopo un giorno dalla pubblicazione, risultò piratato in oltre 500 000 copie. Si stima infatti che West abbia perso circa 10 milioni di dollari.

## Tracce
Crediti adattati al sito ufficiale di Kanye West.
1. Ultralight Beam – 5:20 (Kanye West, Michael Dean, Kelly Price, Terius Nash, Nico "Donnie Trumpet" Segal, Kirk Franklin, Kasseem Dean, Chancelor Bennett, Jerome Potter, Samuel Griesemer)
2. Father Stretch My Hands Pt. 1 – 2:15 (Kanye West, Chancelor Bennett, Cydel Young, Jerome Potter, Leland Wayne, Malik Yusef, Rick Rubin, Sam Griesemer, Scott Mescudi, Thomas Lee Barrett, Michael Dean, Allen Ritter, Noah Gooldstein)
3. Pt. 2 – 2:10 (Kanye West, Malik Yusef, Noah Goldstein, Patrick Reynolds, Rick Rubin, Sidney Selby, Thomas Lee Barrett, Adnan Khan, Caroline Shaw, Cydel Young)
4. Famous – 3:16 (Kanye West, Kasseem Dean, Kejuan Muchita, Luis Bacalov, Patrick Reynolds, Ross Birchard, Sergio Bardotti, Winston Riley, Andrew Dawson, Chancelor Bennett, Cydel Young, Enzo Vita, Ernest Brown, Giampiero Scalamogna, Jimmy Webb, Michael Dean, Noah Goldstein)
5. Feedback – 2:27 (Kanye West, Malik Yusef, Manouchehr Cheshmazar, Marcus Byrd, Ardalan Sarfaraz, Chancelor Bennett, Cydel Young, Darius Jenkins, Ernest Brown, K. Rachel Mills, Noah Goldstein)
6. Low Lights – 2:11 (Kanye West, Sam Griesemer, Sandy Rivera, Jerome Potter, Michael Dean)
7. Highlights – 3:19 (Kanye West, Jeffrey Williams, Malik Yusef, Patrick Reynolds, Tyler Bryant, Cydel Young, Joshua Luellen, Michael Dean, Noah Goldstein, Terius Nash)
8. Freestyle 4 – 2:03 (Kanye West, Robert Locke, Ross Birchard, Samuel Griesemer, Sidney Selby, Timothy Norfolk, Trevor Gureckis, Will Gregory, Alison Goldfrapp, Caroline Shaw, Cydel Young, Jerome Potter, Noah Goldstein, Michael Dean)
9. I Love Kanye – 0:44 (Kanye West, Malik Yusef)
10. Waves – 3:01 (Kanye West, Kevin Ferguson, Leland Wayne, Michael Dean, Malik Yusef, Robin Diggs, Ross Birchard, Scott Mescudi, Theodore Livingston, Tony Williams, Chancelor Bennett, Chris Brown, Cydel Young, Darryl Mason, Derrick Watkins, Elon Rutberg, Ernest Brown, Fred Brathwaite, Jahron Brathwaite, James Whipper, Noah Goldstein)
11. FML – 3:56 (Kanye West, Abel Tesfaye, Lawrence John Cassidy, Leland Wayne, Marcus Byrd, Paul Wiggin, Ross Birchard, Jacques Webster, Vincent Cassidy, Andrew Dawson, Christian Boggs, Cydel Young, Darius Jenkins, Ernest Brown, K. Rachel Mills, Michael Dean, Noah Goldstein)
12. Real Friends – 4:11 (Kanye West, Kejuan Waliek Muchita, Lawrence Smith, Malik Yusef, Rupert Thomas Jr., Tyrone Griffin Jr., Cydel Young, Darren Charles King, Glenda Proby, Jalil Hutchins, Michael Dean, Noah Goldstein, Adam Feeney, Matthew Samuels)
13. Wolves – 5:01 (Kanye West, Sia Furler, Victor Mensah, Magnus August Høiberg, Alan Soucy Brinsmead, Noah Goldstein, Elon Rutberg, Malik Yusef, Freddy Wexler, Cydel Young, Ryan McDermott, Michael Dean, Kirby Lauryen, Pat Reynolds, Caroline Shaw)
14. Frank's Track – 0:38 (Kanye West, Frank Ocean, Høiberg Brinsmead)
15. Siiiiiiiiilver Surffffeeeeer Intermission – 0:56 (Kanye West, Charly Wingate, Karim Kharbouch)
16. 30 Hours – 5:23 (Kanye West, Aubrey Graham, Michael Dean, Arthur Russell, Cornell Haynes, Jason Epperson, Pharrell Williams, Charles Brown, Isaac Hayes, Karriem Riggins)
17. No More Parties in L.A. – 6:14 (Kanye West, Kendrick Duckworth, Otis Jackson Jr., John Watson, Walter Morrison, Herbert Rooney, Ronald Bean, Highleigh Crizoe, Dennis Coles, Larry Graham Jr., Tina Graham, Sam Dees, Malik Jones)
18. Facts (Charlie Heat Version) – 3:20 (Kanye West, Ernest Brown, Cydel Young, Noah Goldstein, Joshua Luellen, Nicholas Smith, Aubrey Graham, Leland Wayne, Nayvadius Wilburn)
19. Fade – 3:13 (Kanye West, Tyrone Griffin Jr., Austin Post, Anthony Kilhoffer, Michael Dean, Ryan Vojtesak, Noah Goldstein, Benjamin Benstead, Jerome Potter, Samuel Griesemer, Norman Whitfield, Edward Holland, Cornelius Grant, Larry Heard, Robert Owens, Luis Vega, Ronald Carroll, Barbara Tucker, Harold Matthews, Stephan Garrett, Eric Seats, Rapture Stewart, Malik Jones)
20. Saint Pablo – 6:12 (Kanye West, Sampha Sisay, Michael Dean, Allen Ritter, Shawn Carter, Deric Angelettie, Ronald Lawrence, Norman Whitfield, Noah Goldstein)

Note
- Ultralight Beam contiene vocali non accreditati di Chance the Rapper, Kirk Franklin, The-Dream e Kelly Price e vocali di sottofondo di Natalie Green e Samoria Green.
- Father Stretch My Hands Pt. 1 contiene vocali non accreditati di Kid Cudi e Kelly Price.
- Pt. 2 contiene vocali non accreditati di Desiigner e Caroline Shaw.
- Famous contiene vocali non accreditati di Rihanna e Swizz Beatz.
- Highlights contiene vocali non accreditati di Young Thug e vocali di sottofondo di The-Dream, El DeBarge e Kelly Price.
- Freestyle 4 contiene vocali non accreditati di Desiigner.
- Waves contiene vocali non accreditati di Chris Brown e Kid Cudi.
- FML contiene vocali non accreditati di The Weeknd e vocali di sottofondo di Caroline Shaw.
- Real Friends contiene vocali non accreditati di Ty Dolla Sign.
- Wolves contiene vocali non accreditati di Vic Mensa, Sia e Caroline Shaw.
- Frank's Track contiene vocali non accreditati di Frank Ocean.
- Siiiiiiiiilver Surffffeeeeer Intermission contiene vocali non accreditati di Max B e French Montana.
- 30 Hours contiene vocali non accreditati di André 3000.
- No More Parties in LA contiene vocali non accreditati di Kendrick Lamar.
- Fade contiene vocali non accreditati di Post Malone e Ty Dolla Sign.
- Saint Pablo contiene vocali non accreditati di Sampha.

Campionamenti
Crediti adattati al sito ufficiale di Kanye West.
- Ultralight Beam è un campione di un video caricato su Instagram da Natalie Green.
- Father Stretch My Hands, Pt. 1 contiene campionamenti da "Father Stretch My Hands" di Pastor T.L. Barrett.
- Pt. 2 contiene campionamenti da "Panda" di Desiigner e da "Father Stretch My Hands" di Pastor T.L. Barrett.
- Famous contiene campionamenti da "Do What You Gotta Do" di Nina Simone, da "Bam Bam" di Sister Nancy e da "Mi sono svegliato... e ho chiuso gli occhi" del Rovescio della Medaglia.
- Feedback contiene un campione da "Talagh" di Googoosh.
- Low Lights contiene un campione da "So Alive" dei Kings of Tomorrow.
- Freestyle 4 contiene un campione da "Human" dei Goldfrapp.
- Waves contiene un campione da "Fantastic Freaks at the Dixie" dei Grandwizard Theodore & the Fantastic Five.
- FML contiene campionamenti da "Hit" dei Section 25.
- Real Friends contiene campionamenti da "Friends" dei Whodini.
- 30 Hours contiene campionamenti da "30 Hours" di Drake, da "Answer Me" di Arthur Russell e da "Joy" di Isaac Hayes.
- No More Parties in L.A. contiene campionamenti da "Give Me Your Love" di Johnny "Guitar" Watson, da "Suzie Thundertussy" di Junie Morrison, da "Stand Up and Shout About Love" di Larry Graham e da "Mighty Healthy" di Ghostface Killah.
- Facts (Charlie Heat Version) contiene campionamenti dalla colonna sonora del videogioco Street Fighter II: The World Warrior della Capcom e da "Dirt and Grime" dei Father's Children.
- Fade contiene campionamenti da "Deep Inside" di Little Louie Vega, da "(I Know) I'm Losing You" dei Rare Earth e da "Mistery of Love" di Larry Heard.
- Saint Pablo contiene campionamenti da "Where I'm From" di Jay-Z e da "Let Your Hair Down" di Yvonne Fair.

## Classifiche

### Classifiche settimanali
| Classifica (2016-21)      | Posizione massima |
| ------------------------- | ----------------- |
| Belgio (Fiandre)          | 101               |
| Canada                    | 6                 |
| Danimarca                 | 2                 |
| Finlandia                 | 5                 |
| Irlanda                   | 8                 |
| Norvegia                  | 1                 |
| Paesi Bassi               | 8                 |
| Stati Uniti               | 1                 |
| Stati Uniti (R&B/hip hop) | 2                 |
| Svezia                    | 2                 |

### Classifiche di fine anno
| Classifica (2016)         | Posizione |
| ------------------------- | --------- |
| Danimarca                 | 12        |
| Islanda                   | 50        |
| Paesi Bassi               | 72        |
| Stati Uniti               | 27        |
| Stati Uniti (R&B/Hip-Hop) | 88        |
| Classifica (2017)         | Posizione |
| Danimarca                 | 39        |
| Islanda                   | 48        |
| Stati Uniti               | 64        |
| Classifica (2018)         | Posizione |
| Islanda                   | 91        |
| Stati Uniti               | 143       |
| Classifica (2021)         | Posizione |
| Islanda                   | 64        |
| Classifica (2022)         | Posizione |
| Islanda                   | 81        |
| Classifica (2023)         | Posizione |
| Islanda                   | 94        |